# Ibi II
Ibi II fue un faraón de la dinastía XIII de Egipto, que gobernó c. 1608-1606 a. C.
Una parte de su nombre, ... maatra Ibi, está inscrito en un fragmento del llamado Canon Real de Turín, en el registro VII, 14. El trozo de papiro donde figuraba la duración de su reinado se perdió. Está precedido por Dedumes, y le sucede Hor III. 
El nombre Ibi, que aparece junto a su cartucho en el Canon Real, debía ser su nombre de Nacimiento, o un epíteto. 
Los últimos mandatarios de la dinastía XIII solamente gobernaron en las regiones próximas a Tebas, en el Alto Egipto. 
En esta época, los reyes identificados comúnmente como hicsos, de la dinastía XV, habían conquistado Menfis, dominaban el Bajo Egipto, e hicieron tributario a casi todo Egipto. 

## Testimonios de su época
Sólo es citado en el Canon Real de Turín como "...maatra Ibi".

## Titulatura
| Titulatura | Jeroglífico | Transliteración (transcripción) - traducción - (referencias) |

| N5 | HASH | U5 · D36 | X1 | H6 |

| N5 | HASH | U5 · D36 | X1 | H6 |

| N5 | HASH | U5 · D36 | X1 | H6 |

| N5 | HASH | U5 · D36 | X1 | H6 |

| N5 | HASH | U5 · D36 | X1 | H6 |

| N5 | HASH | U5 · D36 | X1 | H6 |

| N5 | HASH | U5 · D36 | X1 | H6 |

| N5 | HASH | U5 · D36 | X1 | H6 |

| N5 | HASH | U5 · D36 | X1 | H6 |

| N5 | HASH | U5 · D36 | X1 | H6 |

| N5 | HASH | U5 · D36 | X1 | H6 |

| N5 | HASH | U5 · D36 | X1 | H6 |

| N5 | HASH | U5 · D36 | X1 | H6 |

| N5 | HASH | U5 · D36 | X1 | H6 |

| N5 | HASH | U5 · D36 | X1 | H6 |

| N5 | HASH | U5 · D36 | X1 | H6 |

| M17 | b | E8 | M17 | A3 |

| M17 | b | E8 | M17 | A3 |

| M17 | b | E8 | M17 | A3 |

| M17 | b | E8 | M17 | A3 |

| M17 | b | E8 | M17 | A3 |

| M17 | b | E8 | M17 | A3 |

| M17 | b | E8 | M17 | A3 |

| M17 | b | E8 | M17 | A3 |

| M17 | b | E8 | M17 | A3 |

| M17 | b | E8 | M17 | A3 |

| M17 | b | E8 | M17 | A3 |

| M17 | b | E8 | M17 | A3 |

| M17 | b | E8 | M17 | A3 |

| M17 | b | E8 | M17 | A3 |

| M17 | b | E8 | M17 | A3 |

| M17 | b | E8 | M17 | A3 |